# Anoplothyrea
Anoplothyrea is een vliegengeslacht uit de familie van de roofvliegen (Asilidae).

## Soorten
- A. indiana Joseph & Parui, 1987
- A. javana (Meijere, 1911)